# Víctor Villaseñor
Víctor Villaseñor (Carlsbad, California, 11 de mayo de 1940) es un escritor y orador público mexicano-estadounidense.

## Biografía
Sus padres nacieron en México y no hablaban inglés, así que Víctor creció hablando español. Su educación primaria fue difícil debido a las barreras del idioma que le impedían aprender. Durante estos años, se enfrentó a una gran cantidad de discriminación. Más tarde fue diagnosticado con dislexia. Desafortunadamente, debido a todas las barreras que enfrentó, abandonó la escuela secundaria y se trasladó a México.
Viviendo en México descubrió la riqueza y la importancia del arte mexicano, la música, la literatura y se relacionó más con su herencia mexicana. A la edad de 20 años, Villaseñor decidió regresar a Estados Unidos.
El 29 de diciembre de 1974 se casó con Barbara Bloch, una publicista. Han tenido dos hijos, David y Joseph Cuauhtémoc. 

## Educación y dislexia
El primer libro que Villaseñor leyó fue Jane Saw Spot, libro que podía entender en la mayor parte. Sin embargo, a medida que las palabras crecían, no podía entender las palabras complejas. Se confundía y perdía toda la comprensión. Por desgracia, se sentía avergonzado en clase y con frecuencia cambiaba de asiento para que el profesor no le pidiera que leyera. Temía leer en voz alta. Víctor Villaseñor no se dio cuenta de que tenía dislexia hasta que cumplió los veinte años. 

## Obras de literatura
Después de que Villaseñor regresó a los Estados Unidos, él escribió nueve novelas y 65 cuentos cortos. A pesar de haber recibido 265 rechazos, Villaseñor finalmente logró publicar Macho! El éxito de este libro lo llevó a publicar su próxima novela, Rain of Gold, la cual ha sido utilizada por muchos maestros en el sistema de educación como parte de la literatura obligatoria. Como muchas de sus obras, la novela está disponible en español también. La novela cuenta la historia de la familia de Villaseñor, empezando con la Revolución Mexicana y terminando hoy en día. Otros libros que se utilizan en escuelas son Thirteen Senses, Burro Genius, Crazy Loco Love y Beyond Rain of Gold. Como resultado de su determinación y su destreza impresionante para escribir, ha ganado muchos premios y publicaciones de “best seller”. 
Recientemente Villaseñor empezó a escribir un colección de libros para niños, incluyendo The Frog and His Friends Save Humanity, Goodnight, Papito Dios, Little Crow to the Rescue Mother Fox and Mr. Coyote, y The Stranger and the Red Rooster. Estas obras también han recibido algunos premios. Villaseñor también escribió algunos guiones cinematográficos, incluyendo The Ballad of Gregorio Cortez.

## Snow Goose Global Thanksgiving
Una noche, Villaseñor soñó con su abuela. En este sueño, su abuela le dio instrucciones para promover una visión por la paz mundial. Fue así como en 1992, manifestó su visión por la paz mundial y fundó una organización sin fines de lucro. Esta organización se llama Snow Goose Global Thanksgiving y fue establecida para promover paz y armonía por todo el mundo. El lema de esta organización es "Todos somos de una raza. La raza humana".
Anualmente, el domingo antes del Día de acción de Gracias, hay una celebración que se llama The Snow Goose Celebration of Peace and Harmony. Es un día para que las personas dejen de lado sus diferencias políticas, raciales y socioeconómicas y crear un sentido de comunidad. Esta celebración sirve como el inicio de la temporada de fiestas y también, como un recordatorio de que las familias y las comunidades locales son microcosmos de la comunidad global. Villaseñor dice, “Somos responsables por el tenor que traemos a otro y al mundo”.

## Hoy en día
Víctor Villaseñor vive en el rancho donde creció en Oceanside, CA. Ahora, es un orador público, y ha ganado premios por sus charlas inspiracionales. Sus discursos y charlas son sobre temas universales como el orgullo por la herencia cultural, la fuerza de familia, la dedicación a la educación, el logro personal, y la armonía y paz mundial.